# Доживљаји капетана Хатераса
Доживљаји капетана Хатераса (фр. Voyages et aventures du capitaine Hatteras) авантуристички је роман Жила Верна из два дела: Енглези на Северном полу (фр. Les Anglais au pôle nord), и Ледена пустиња (фр. Le Désert de glace). Роман је први пут објављен 1864. Коначна верзија из 1866. објављена је у едицији Необична путовања.

## Кратак опис
Радња романа почиње 1861. године када британска експедиција предвођена капетаном Џоном Хатерасом полази из Ливерпула у освајање Северног пола. Хатерас је убеђен да море око пола није залеђено и он жели да тамо стигне по сваку цену. Доласком на север Канаде долази до потешкоћа у кретању брода, јер су санте леда затвориле пут. Посада брода негодује и жели да се врати. Тада Хатерас, проценивши да се налази веома близу Северног пола, са групом најоданијих чланова експедиције креће преко леденог поља. Међутим, након извесног времена одустаје и враћа се назад до брода. Успут он наилази на два бродоломника, од којих је један био жив, са брода „Перпус“. Доласком на место где је оставио своју посаду затиче само Џонсона. Остали чланови посаде су, не би ли напакостили Хатерасу, запалили брод и кренули пешке на југ.
Бродоломник са „Перпуса“, капетан Алтамон, им даје тачне координате његовог брода који је такође насукан али нешто северније и експедиција креће ка њему. Острво на коме се налази тај брод капетан Алтамон је назвао Нова Америка, што је засметало Хатерасу јер је он желео да први открије неку нову територију у име Енглеске. Поред олупине „Перпуса“ дружина је направила ледену палату, по плану једног од чланова експедиције доктора Клобонија. Захваљујући храни и другим потрепштинама неопходним за живот експедиција је могла без проблема да на том месту проведе наредне две године. Са завршетком зиме чланови експедиције су одлучили да од остатака „Перпуса“ направе шалупу помоћу које ће да оду до Северног пола. На месту Северног пола открили су једно острво у виду активног вулкана, којег су назвали га по Хатерасу. Након што су успели да дођу до острва и након три сата пењања стигли су до вулканског гротла. Хатерас је покушао да скочи у њега, јер му је силна жеља била да по сваку цену стави ногу баш на тачку где се налази Северни пол, међутим, капетан Алтамон и пас Дук успели су да га извуку из вулкана. Након овог догађаја Хатерас је скренуо с ума. Чланови експедиције су затим одлучили да се врате кући. Кренули су са шалупом ка Бафиновом мору, где их је дански китоловац спасао и одвео у Данску. Затим су отишли у Енглеску и известили Краљевско географско друштво о својим открићима. Капетан Хатерас је завршио у болници Стен-Котиџ, близу Ливерпула, у коју га је сместио лично доктор Клоубони. Није ни са ким разговарао само се стално кретао у правцу Северног пола.